# Ferdinand Wenauer
Ferdinand „Nandl“ Wenauer (* 26. April 1939 in Nürnberg; † 27. Juli 1992) war ein deutscher Fußballspieler und zweifacher Deutscher Meister mit dem 1. FC Nürnberg.

## Karriere
Die ersten Schritte als Fußballer absolvierte er in der Jugend des ASV Nürnberg-Süd. Dort war sein Vater, der von Beruf Kriminalbeamter war, Jugendleiter. Der damalige Club-Jugendleiter Andreas Weiß brachte „Nandl“ mit 15 Jahren zum Zabo in die Hände des erfolgreichen Jugendtrainers Fritz Kreißel. Aus der Jugend entwachsen übernahm die weitere Formung des hoffnungsvollen Stopper-Talentes der österreichische Altinternationale Franz „Bimbo“ Binder. In der Saison 1960/61 gelang mit dem neuen Trainer Herbert Widmayer dann der Gewinn der Deutschen Meisterschaft gegen Borussia Dortmund. Gerade im Finale zeigte „Nandl“ seine Klasse als Abwehrchef, als er dem Sturmführer der Borussia, Jürgen Schütz, keine Chance gab und ihn völlig aus dem Spiel nahm. Als Titelverteidiger zogen sie 1962 wieder in das Finale ein, da war aber der 1. FC Köln beim klaren 4:0-Erfolg ungefährdet. Trotzdem gelangte auch 1962 ein weiterer Titel nach Nürnberg, der „Club“ holte gegen Fortuna Düsseldorf den DFB-Pokal in die Noris. Mehr als nur ein Wermutstropfen war für den Klasse-Stopper die Nichtberücksichtigung von Bundestrainer Sepp Herberger für die Fußball-Weltmeisterschaft 1962 in Chile.
Beim Abschlussspiel vor dem Turnier, dem Länderspiel am 11. April 1962 in Hamburg gegen Uruguay, beim überzeugenden 3:0-Sieg, hielt er souverän die Abwehr der Nationalmannschaft zusammen. Ein schwaches Spiel beim Finale gegen den 1. FC Köln am 12. Mai brachte die Entscheidung für den Kölner Leo Wilden und das Aus für Wenauer. In der Nationalmannschaft brachte er es somit lediglich auf vier Einsätze.
Bis zum Ende der Oberliga Süd 1963 stehen für ihn 141 Spiele zu Buche. In der ab 1963 beginnenden Fußball-Bundesliga lief es für seinen „Club“ aber nicht wie gewünscht, mit den Meisterschaften hatte Nürnberg nichts zu tun. Daran konnten auch der weiterhin konsequente Stopper Wenauer und der torgefährliche Mittelstürmer Strehl nichts ändern. Erst als der Meistermacher des TSV 1860 München, Max Merkel, das Zepter in Nürnberg schwang, kehrte der Erfolg zurück. In der Runde 1967/68 feierte „Nandl“ Wenauer den Gewinn der zweiten Deutschen Meisterschaft. Er dirigierte die starke Abwehr vor dem Torhüter Wabra, gestattete im Verein mit Leupold, Popp, Ludwig Müller und Ferschl den Gegnern nur 37 Gegentore.
Nach dem Triumph folgte der Absturz. Als Titelverteidiger stieg der „Club“ 1969 aus der Bundesliga ab. Wenauer spielte 168 mal in der Bundesliga für den 1. FC Nürnberg. Danach kam er noch auf 94 Einsätze in der Regionalliga Süd. Der Aufstieg gelang in seiner aktiven Zeit aber nicht. Insgesamt wird er mit 706 Spielen für seinen „Club“ geführt. Er hielt den Franken immer die Treue. Anfang der Sechziger fragte sogar das große Real Madrid bei der Nachfolgesuche für José Santamaría bei ihm ergebnislos nach.
Nach seiner aktiven Zeit widmete sich der gelernte Buchdrucker seinem Schreibwarengeschäft in der Äußeren Laufer Gasse in Nürnberg. Er spielte noch drei Jahre lang zwischen 1972 und 1975 beim benachbarten 1. FC Herzogenaurach, dann trainierte er den Nürnberger Stadtteilverein TSV Altenfurt sowie SpVgg Jahn Forchheim. Später war er auch noch beim mittelfränkischen Landesligisten FSV Bad Windsheim tätig. Er trainierte auch die Amateure des „Clubs“.
Der Nürnberger Nationalspieler wurde nur 53 Jahre alt – er starb am 27. Juli 1992 an Herzversagen.
Im Frankenstadion ist der Block 17c nach Wenauer benannt.

## Erfolge
- Deutscher Meister (2): 1961, 1968
- DFB-Pokal-Sieger (1): 1962